# Pliocene
| Periodo                                                                                   | Epoca       | Piano         | Età (Ma)    |
| ----------------------------------------------------------------------------------------- | ----------- | ------------- | ----------- |
| Quaternario                                                                               | Pleistocene | Gelasiano     | Più recente |
| Neogene                                                                                   | Pliocene    | Piacenziano   | 3,600       |
| Neogene                                                                                   | Pliocene    | Zancleano     | 5,333       |
| Neogene                                                                                   | Miocene     | Messiniano    | 7,246       |
| Neogene                                                                                   | Miocene     | Tortoniano    | 11,63       |
| Neogene                                                                                   | Miocene     | Serravalliano | 13,82       |
| Neogene                                                                                   | Miocene     | Langhiano     | 15,98       |
| Neogene                                                                                   | Miocene     | Burdigaliano  | 20,45       |
| Neogene                                                                                   | Miocene     | Aquitaniano   | 23,04       |
| Paleogene                                                                                 | Oligocene   | Chattiano     | Più antico  |
| Suddivisione del Neogene secondo la Commissione internazionale di stratigrafia dell'IUGS. |             |               |             |

Nella scala dei tempi geologici, il Pliocene è la seconda delle due epoche geologiche che compongono il Neogene, il secondo periodo dell'Era cenozoica. Il Pliocene è compreso tra il Miocene e il Pleistocene, ebbe inizio circa 5,332 milioni di anni fa e terminò circa 2,588 milioni di anni fa.

## Etimologia
Il termine Pliocene deriva dal greco antico πλεῖον (pleion, "più") e καινός (kainos, "nuovo") a indicare una fauna più nuova tra i molluschi marini. Fu proposto nel 1847 dal geologo scozzese Charles Lyell.

## Definizioni stratigrafiche e GSSP
Come limite inferiore del Pliocene, nonché base del piano Zancleano, è stato preso il vertice della cronozona di polarità magnetica C3r (circa 100 000 anni prima della sub-cronozona polare C3n.4n). Il limite è inoltre definito dall'orizzonte di estinzione del nanoplancton Triquetrorhabdulus rugosus (= Base della zona CN10b) e la comparsa del nanoplancton Ceratolithus acutus.
Il limite superiore è definito dalla cronozona C2n e dall'estinzione del nanoplancton Discoaster brouweri (base della zona CN13).

### GSSP
Il GSSP, cioè lo strato ufficiale di riferimento della Commissione Internazionale di Stratigrafia per l'inizio del Pliocene, nonché confine di separazione tra Zancleano e Messiniano, si trova nei pressi dell'antica cittadina di Eraclea Minoa in Sicilia.

## Suddivisioni
La Commissione Internazionale di Stratigrafia riconosce per il Pliocene la suddivisione in due piani stratigrafici, secondo il seguente schema, ordinato dal più recente al più antico:
- Piacenziano, più recente, da 3,600 milioni di anni fa (Ma) a 2,58 Ma;
- Zancleano, più antico, da 5,333 Ma a 3,600 Ma.

In passato un terzo piano, il Gelasiano, era stato assegnato al Pliocene, ma ora è invece attribuito alla successiva epoca del Pleistocene.
Per quanto riguarda l'America Settentrionale, si utilizza un sistema differente (NALMA) con fasi differenti: 
- Blancan (4,75–1,806 milioni di anni fa)
- Hemphillian (9–4,75 milioni di anni fa) comprende parte del tardo Miocene

Esistono altre classificazioni per California, Australia, Giappone e Nuova Zelanda.

## Clima

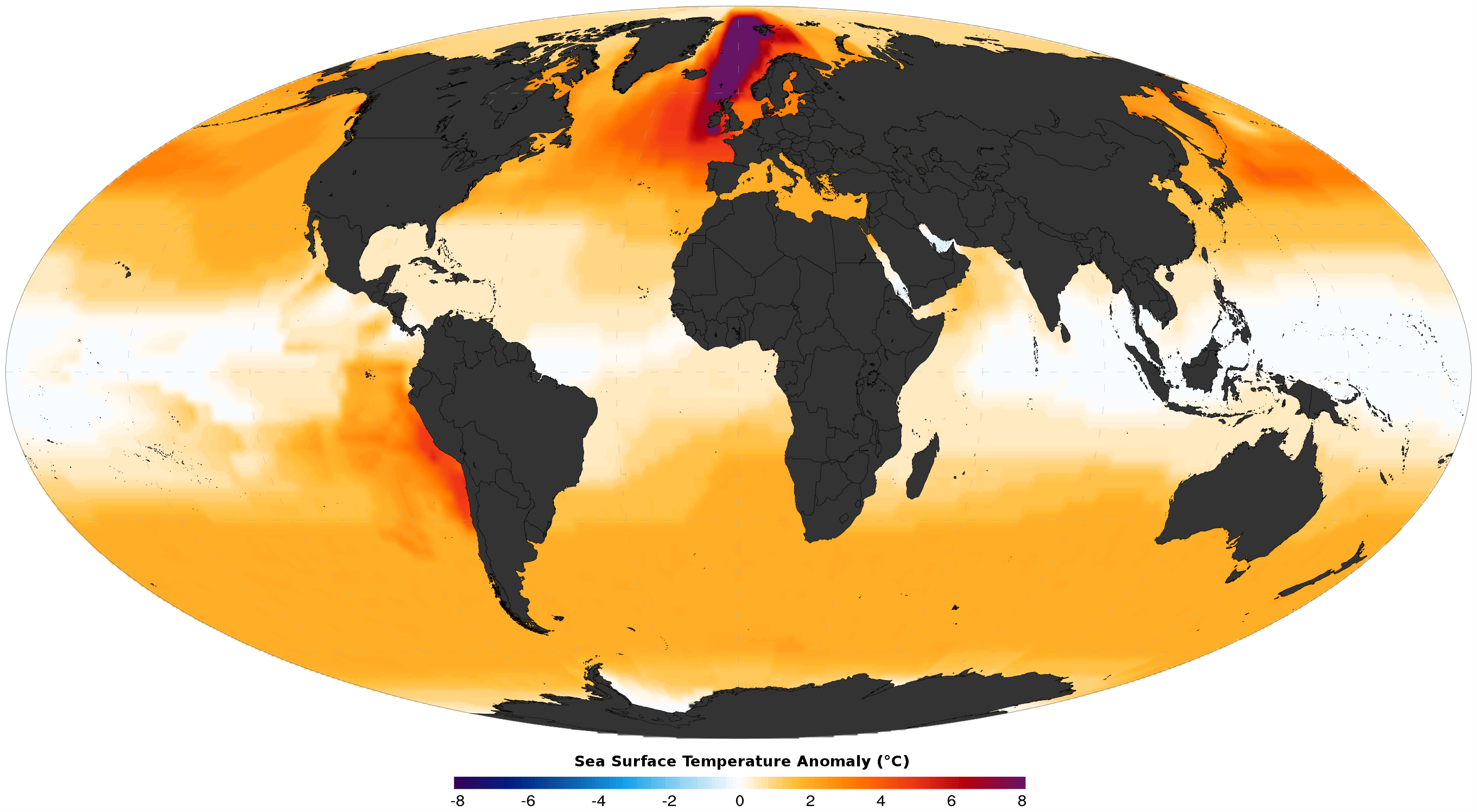
Ricostruzione dell'anomalia nelle temperature marine del medio Pliocene.

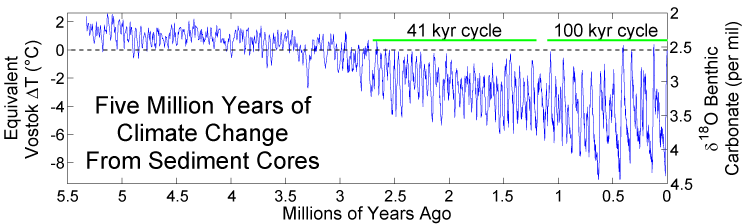
Le variazioni della temperatura media del mare negli ultimi cinque milioni di anni in base alle variazioni del rapporto tra gli isotopi ^{18}O / ^{16}O nei sedimenti marini.

Durante il Pliocene, la temperatura media sul pianeta iniziò a scendere gradualmente, producendo un clima più secco e con una stagionalità simile a quella attuale, dando inizio al processo di raffreddamento che sarebbe culminato con le glaciazioni nell'era Quaternaria. Fino alla metà del periodo tuttavia le temperature erano in media ancora 2-3 °C più alte di quelle attuali, e anche il livello dei mari era più alto di 25 m.
Nell'emisfero settentrionale le glaciazioni alle latitudini intermedie erano occasionali, finché non si arrivò alla permanente copertura con coltre ghiacciata della Groenlandia, avvenuta circa tre milioni di anni fa. La formazione della calotta di ghiaccio artica è segnalata dalla brusca variazione del rapporto tra gli isotopi O18 / O16 dell'ossigeno nei sedimenti delle acque marine ed evidenziata anche dai ciottoli trasportati dal ghiaccio nell'Atlantico e Pacifico settentrionale.
Il continente Antartide fu ricoperto permanentemente di ghiaccio verso l'inizio del Pliocene.

## Paleogeografia
I continenti continuarono il loro movimento di deriva, portandosi dall'iniziale distanza di 250 km fino a soli 70 km dalle posizioni attuali. 
Il Sud America si congiunse al Nord America attraverso l'istmo di Panama, che permise lo scambio di fauna tra i due emisferi e pose fine alla separazione delle specie faunistiche sudamericane. La formazione dell'istmo ebbe conseguenze nella temperatura globale, dato che le correnti calde equatoriali furono interrotte ed iniziò così il raffreddamento dell'Atlantico, con le acque fredde dell'Artico e dell'Antartide che abbassarono le temperature alle due estreme latitudini dell'oceano.
La collisione dell'Africa con l'Europa portò alla formazione dell'attuale Mar Mediterraneo, chiudendo definitivamente quello che restava dell'antico Oceano Tetide. La transizione tra Miocene e Pliocene è anche marcata dalla crisi di salinità del Messiniano.
L'abbassamento del livello del mare portò alla formazione del ponte di terra della Beringia, che permise il collegamento tra l'Alaska e l'estremità orientale dell'Asia.
Le rocce marine del Pliocene sono ben esposte nel Mediterraneo, in India e in Cina.  In altre aree sono ben esposte vicino alle coste.

## Flora

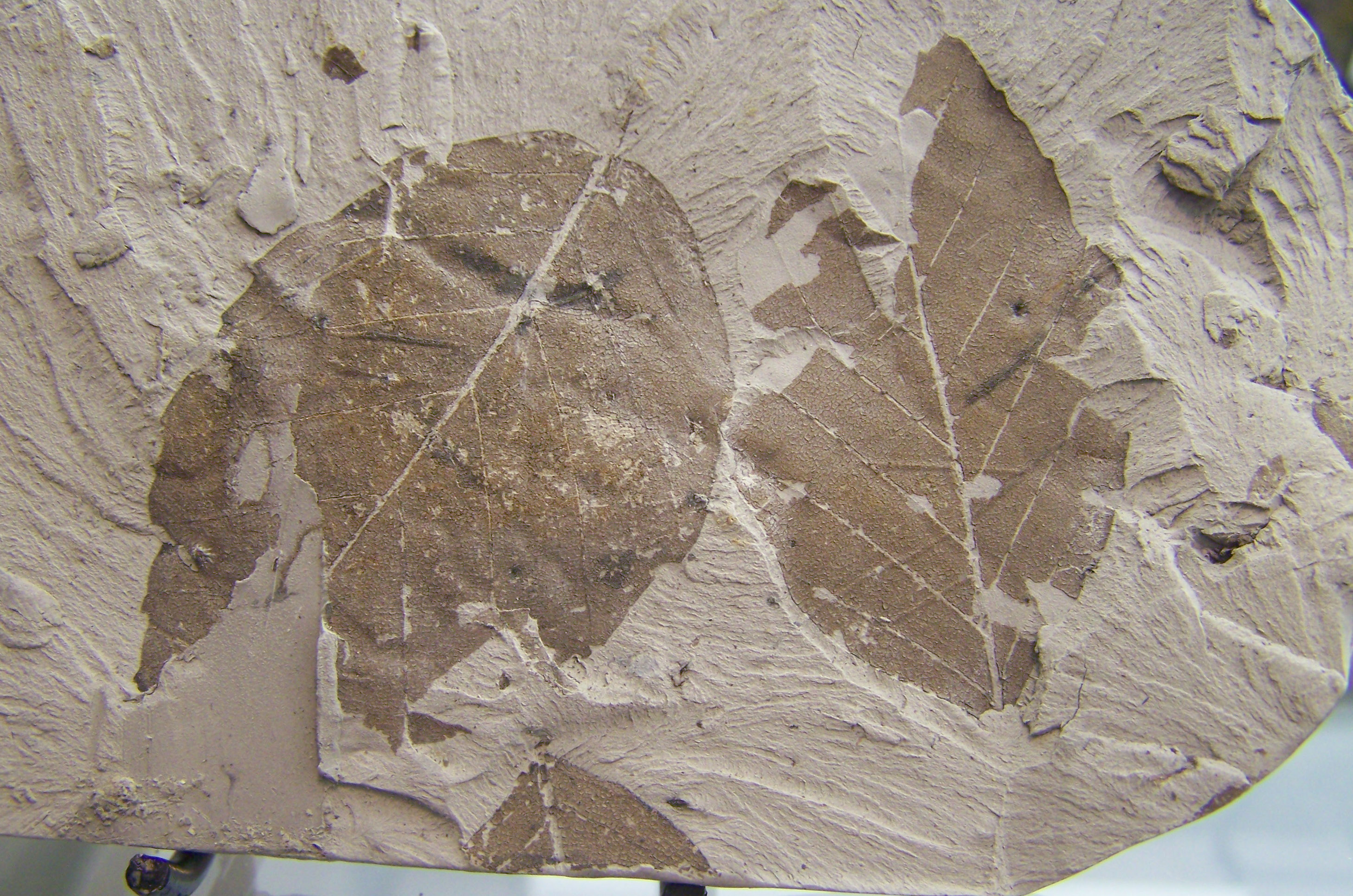
Foglie fossili di Fagus gussonii.

Il cambiamento del clima verso una situazione più fredda, più secca e con stagionalità simile all'attuale, ebbe un notevole impatto sulla vegetazione del Pliocene, riducendo le ampie foreste tropicali a livello globale.
Si espansero i boschi di caducifoglie, di conifere e la tundra, meglio in grado di adattarsi alla riduzione delle temperature e delle precipitazioni delle latitudini più alte. I pascoli e la savana si estesero in tutti i continenti eccetto che in Antartide.
Le grandi foreste tropicali si limitarono ad una stretta fascia attorno all'equatore, mentre nella zona tropicale dell'Africa e dell'Asia fecero la loro comparsa i deserti.
L'abbassamento della temperatura ebbe influenza anche sulla vegetazione europea, con la scomparsa delle palme.
Il Pliocene fu comunque un'era ricca di vegetazione prevalentemente di tipo tropicale, in quanto il clima, specie nel basso Pliocene, risulta essere stato caldo. Tale clima favorì quindi lo sviluppo di ampie foreste all'interno delle quali i mammiferi furono in grado di adattarsi; sia flora che fauna assunsero già aspetti quasi del tutto moderni.
Un esempio di ecosistema botanico è la Foresta fossile di Dunarobba, in Umbria.

## Fauna
Nel Pliocene si svilupparono una buona percentuale delle famiglie di mammiferi odierne. Comparvero tra l'altro gli ippopotamidi, i proboscidati (i primi elefantidi del genere Stegodon, discendenti dei mastodonti), gli sdentati (gliptodonti e Megatherium), gli ungulati (i primi veri cavalli del genere Pliohippus, i camelidi ed i bovidi), le scimmie antropomorfe (Australopithecus) e gli ominidi (Homo habilis).

### Mammiferi
Nel Nord America i roditori, i grandi mastodonti e l'opossum continuarono la loro espansione, mentre diminuirono gli ungulati come cammello, cervo e cavallo. Si estinsero il rinoceronte e i protoceratidi. I carnivori come la donnola, il cane e l'orso proliferarono. Attraverso l'istmo di Panama migrarono il bradipo, l'armadillo e il gigantesco gliptodonte.
In Eurasia i roditori continuarono la loro espansione mentre i primati andarono declinando. L'elefante e lo stegodonte si svilupparono in Asia e le procavie migrarono dall'Africa verso le regioni settentrionali. Fecero la loro comparsa la iena e la tigre dai denti a sciabola che si unirono ad altri predatori quali canidi, orsi e mustelidi.
In Africa erano dominanti gli ungulati e i primati continuavano la loro espansione che verso la fine del Pliocene vide la comparsa dei primi australopitechi, che successivamente si diversificarono negli ominidi. Le antilopi e i bovini continuarono a proliferare, mentre facevano la loro comparsa le giraffe, i cammelli, i cavalli e i moderni rinoceronti. Orsi, canidi e mustelidi si unirono come predatori ai preesistenti felini e alle iene, relegando queste ultime al ruolo di animali spazzini.
La formazione dell'istmo di Panama permise lo scambio di fauna tra i due sub-continenti precedentemente isolati e pose fine alla separazione faunistica che aveva prodotto una peculiarità di specie al Sud. 
Il Sud America vide l'immigrazione delle specie dal Nord, con i roditori che si mescolarono alle precedenti forme native. Altre specie non ressero alla nuova concorrenza, come i notoungulati che furono pressoché spazzati via ad eccezione dei toxodonta che riuscirono a sopravvivere.
In Australia i marsupiali rimasero come mammiferi dominanti, con specie erbivore come il wombat, il canguro e il grande diprotodonte, accanto a specie carnivore come dasyuridae, thylacinidae (come la tigre della tasmania) e Thylacoleo. Fecero la loro comparsa il platypus, l'ornitorinco e i primi roditori.

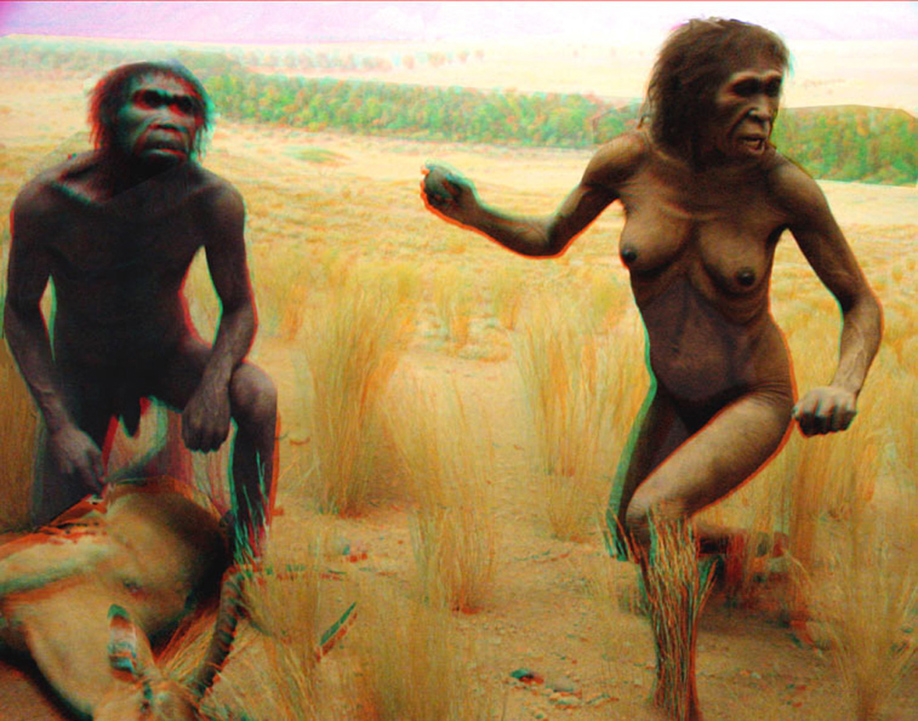
Australopithecus
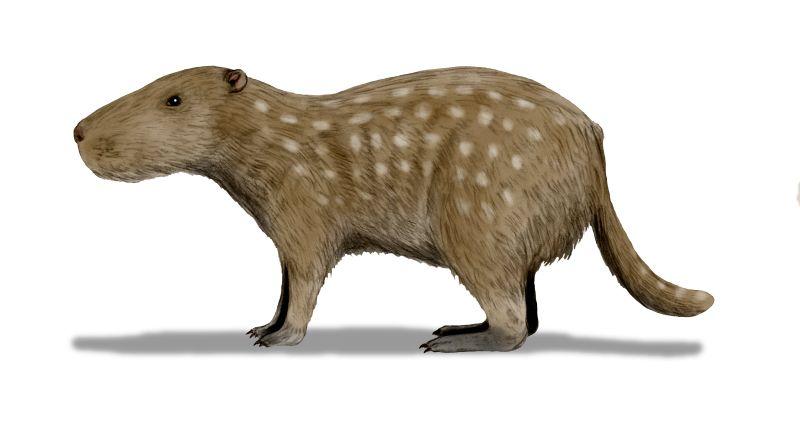
Josephoartigasia monesi
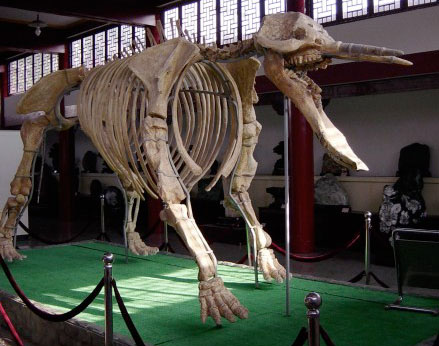
Platybelodon
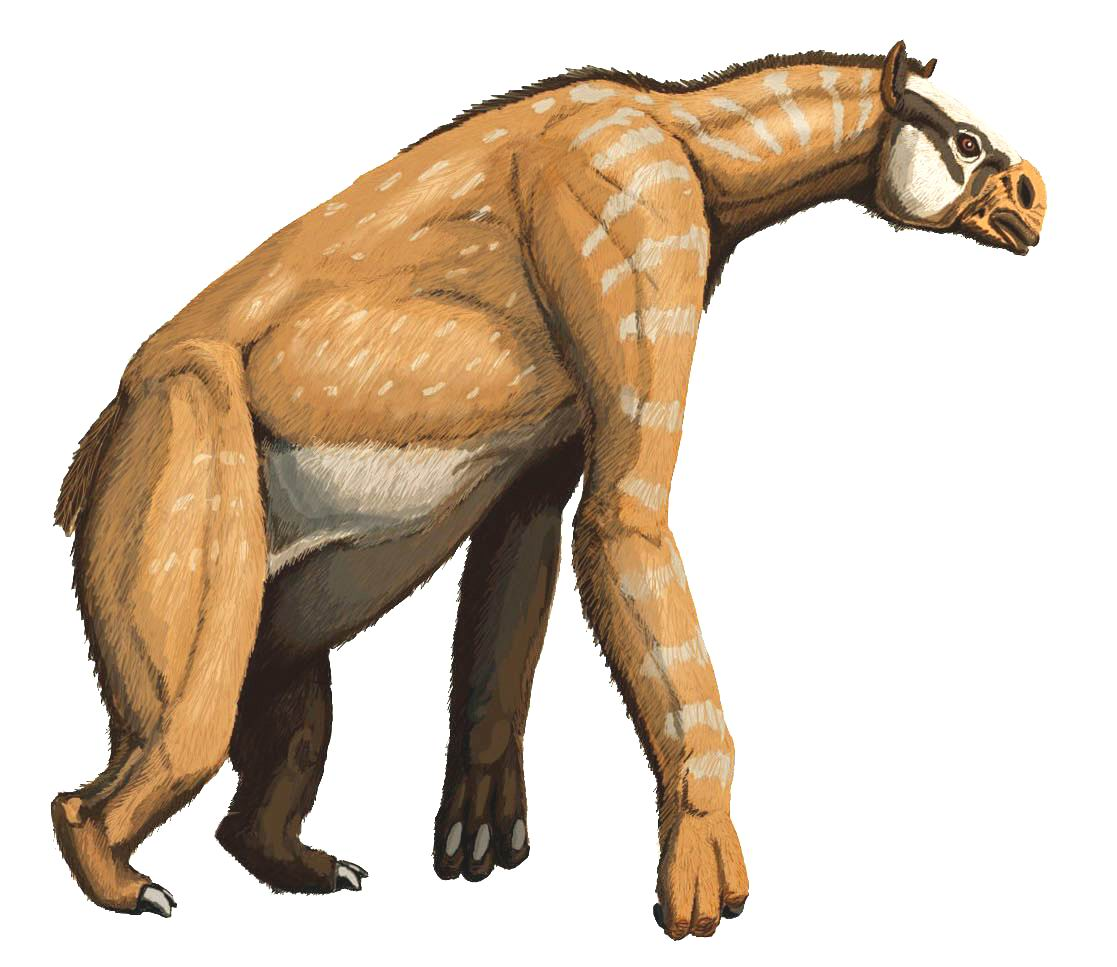
Chalicotherium
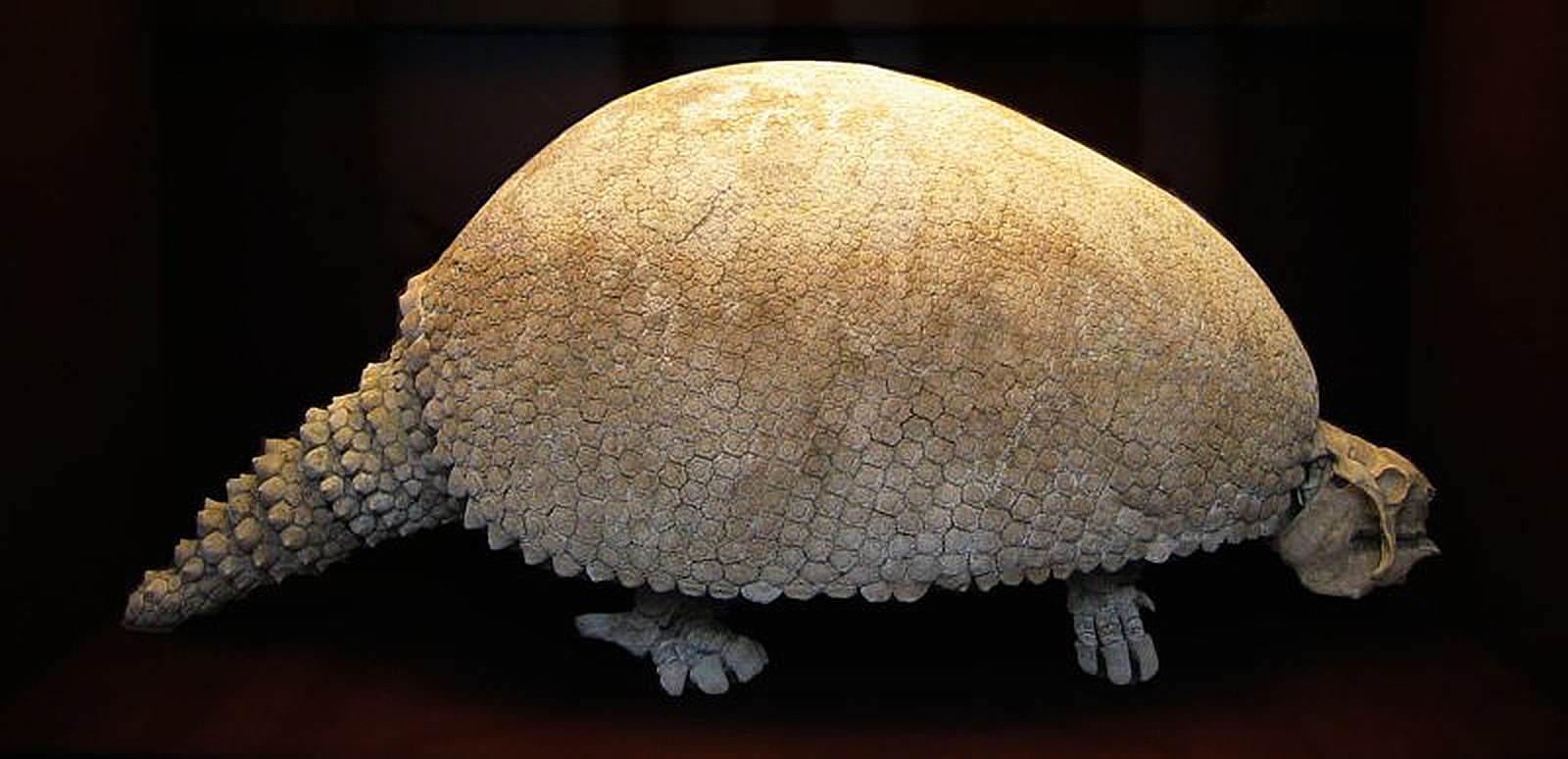
Glyptodon
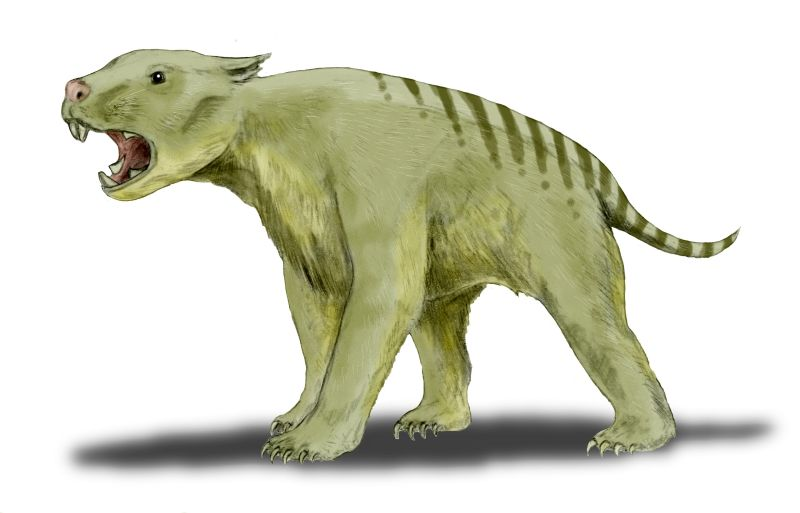
Thylacoleo (leone marsupiale)
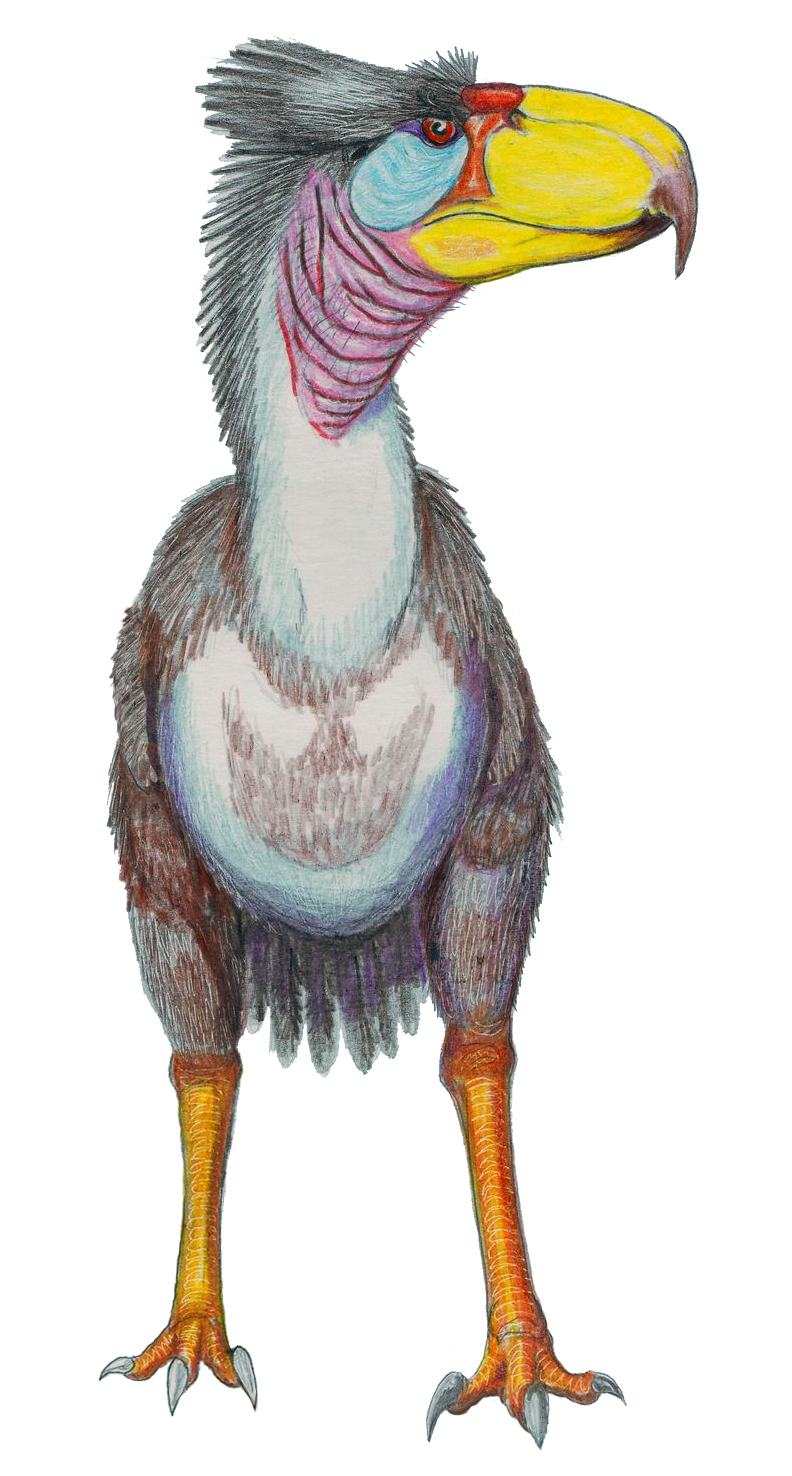
Titanis
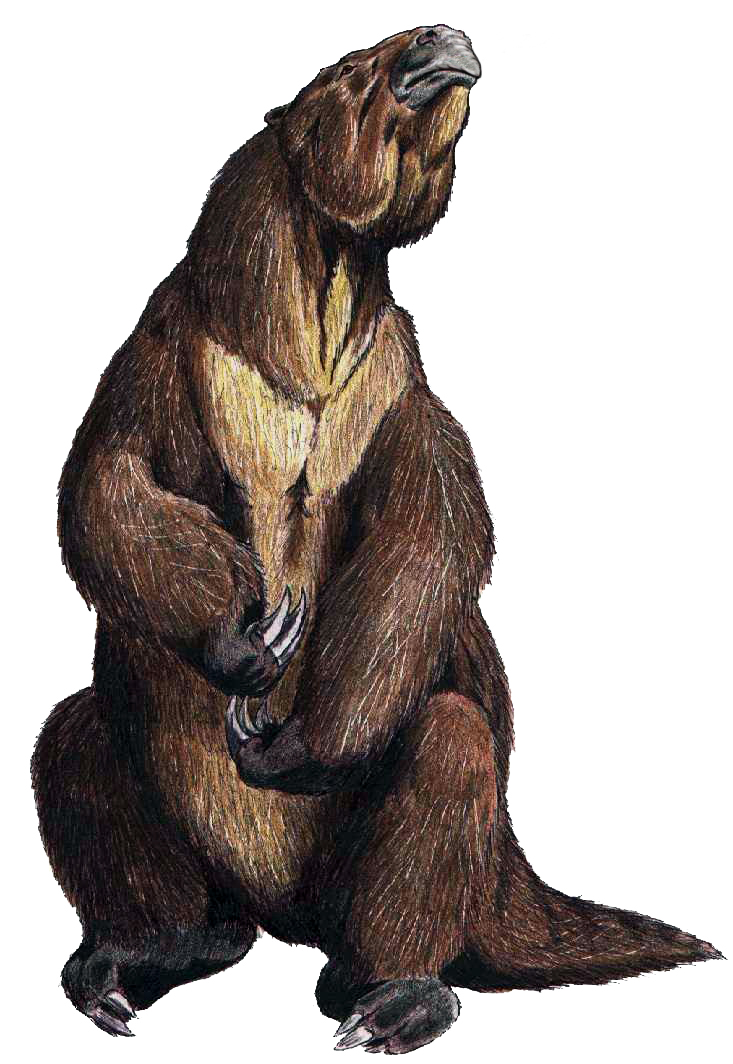
Megatherium
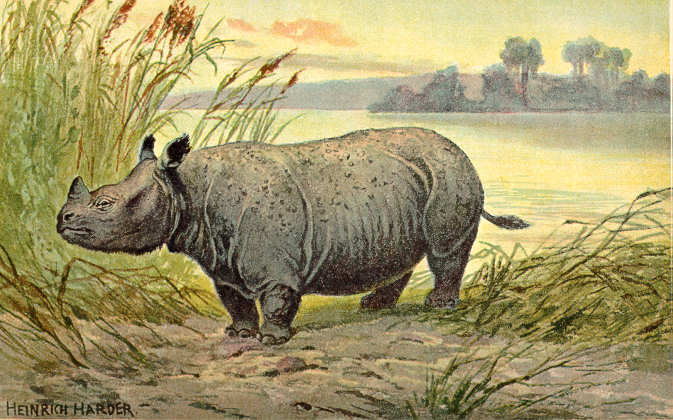
Teleoceras
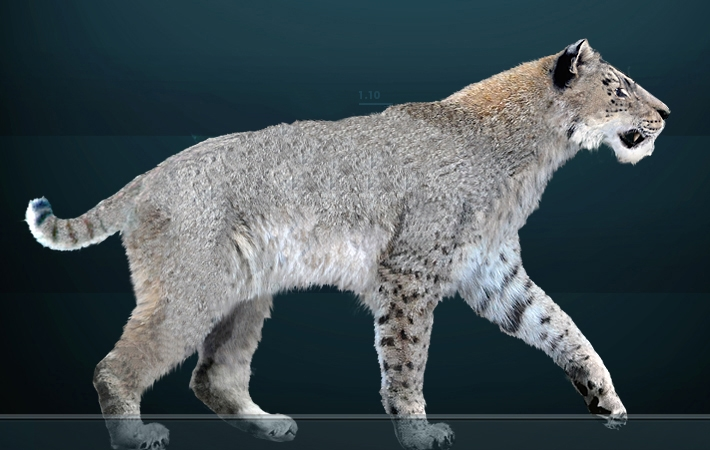
Homotherium

### Rettili
L'alligatore e il coccodrillo scomparvero dall'Europa in seguito al progressivo raffreddarsi del clima. I serpenti (compresi quelli velenosi come il serpente a sonagli) continuarono l'espansione in funzione della proliferazione dei roditori ed uccelli, loro tipiche prede. In Australia sopravvivevano ancora i primitivi serpenti del genere Madtsoiidae. Le tartarughe giganti erano ben diffuse nel Nord America.

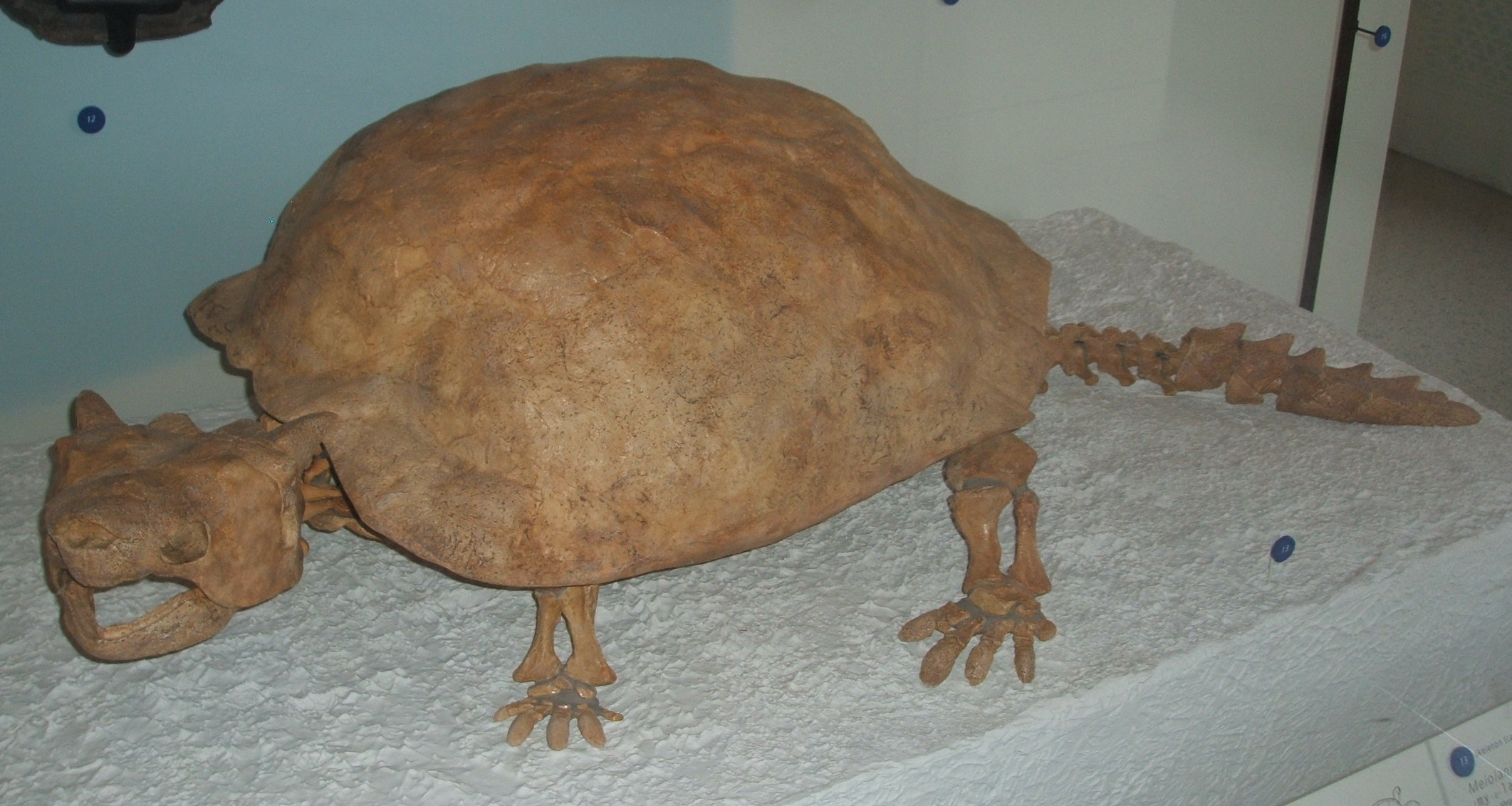
Meiolania
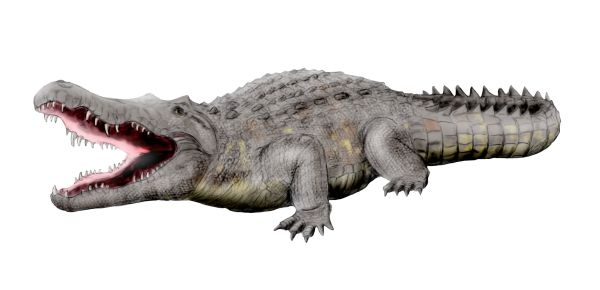
Coccodrillo antropofago

### Fossili marini

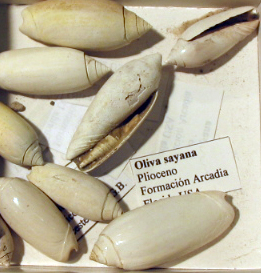
L'Oliva sayana, gastropode della Florida.
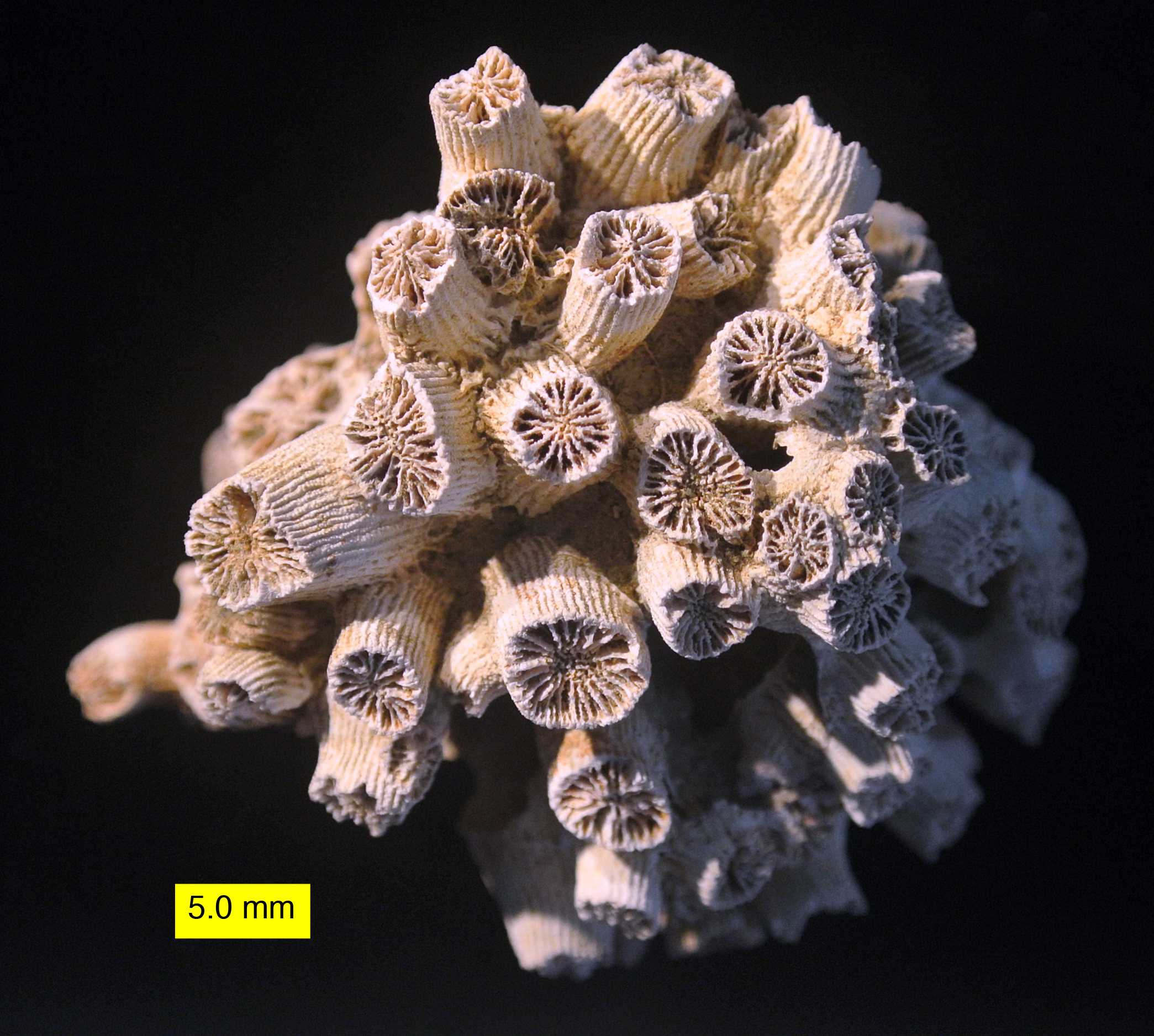
Il corallo Cladocora da Cipro.
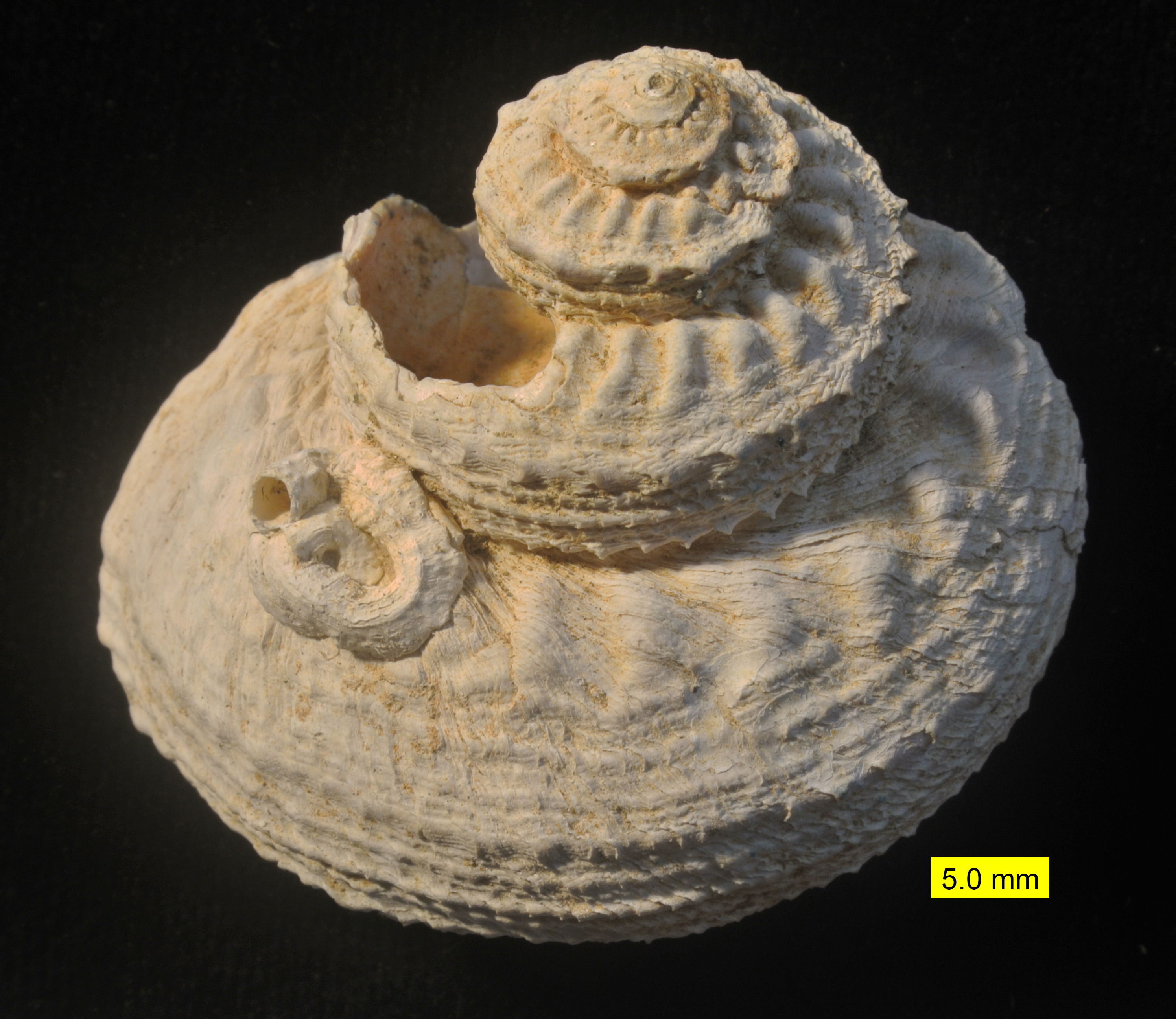
Gasteropode con "tubo" di serpulide incrostato, da Cipro.
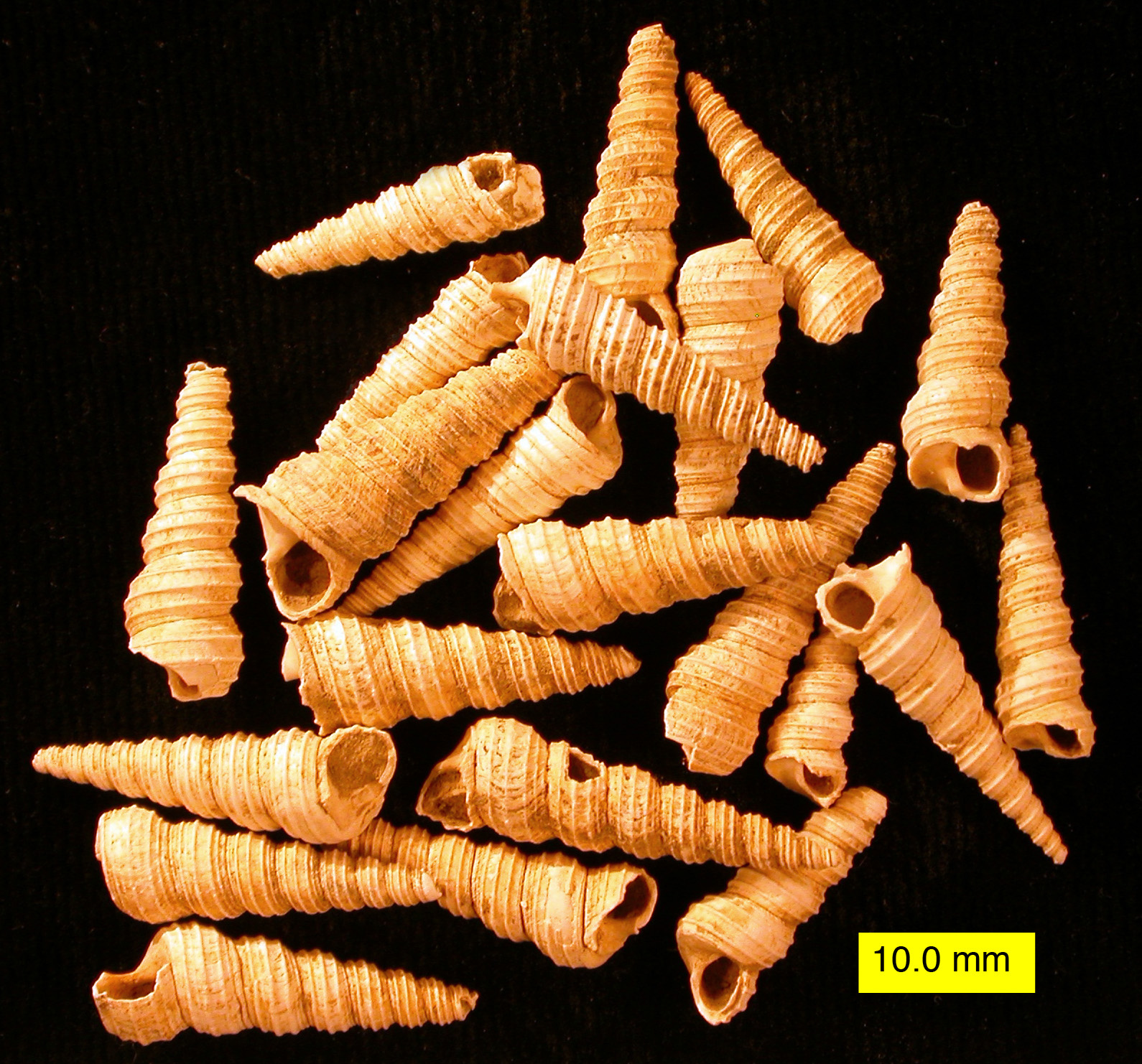
Il gasteropode Turritella carinata da Cipro.
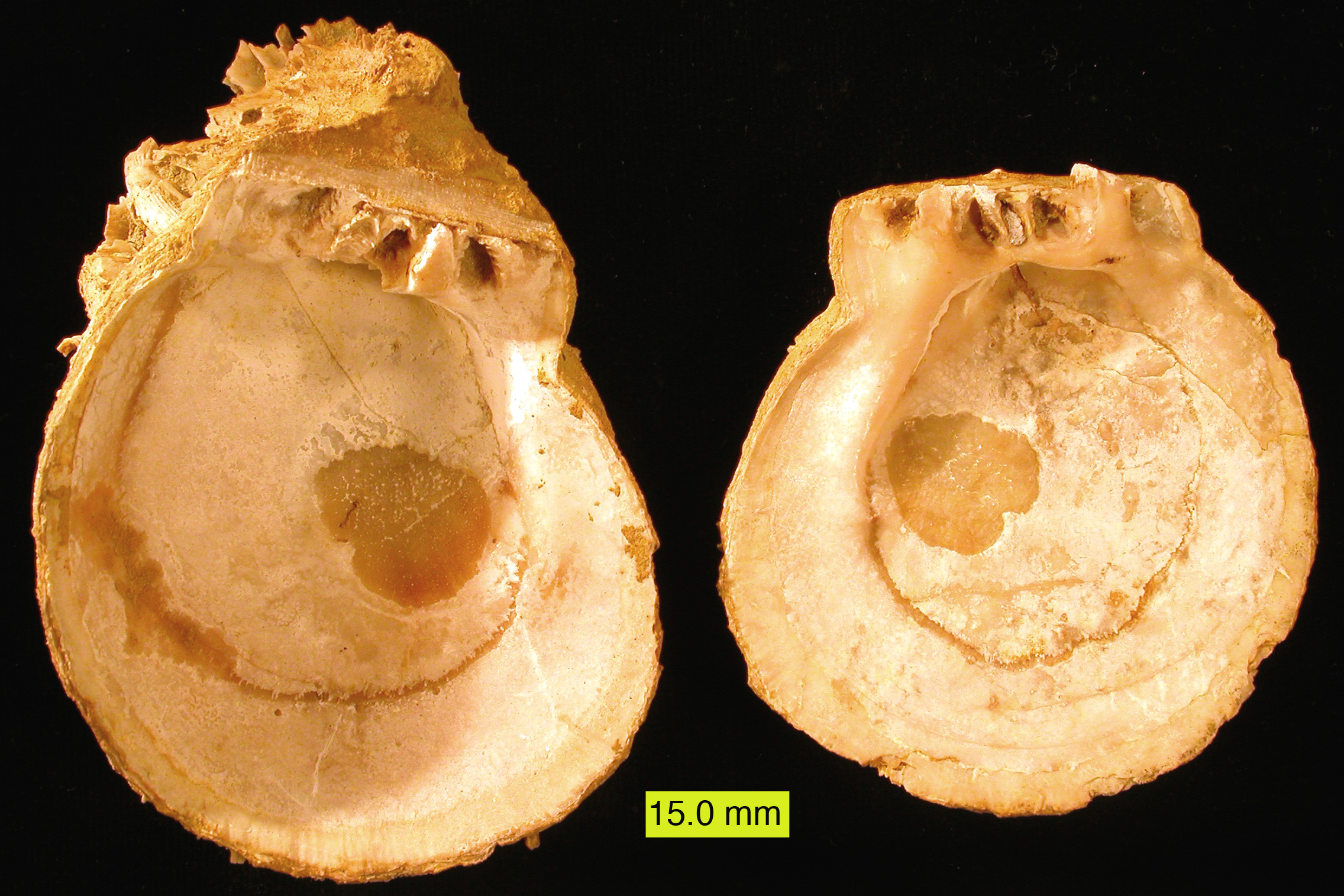
L'ostrica Spondylus da Cipro.
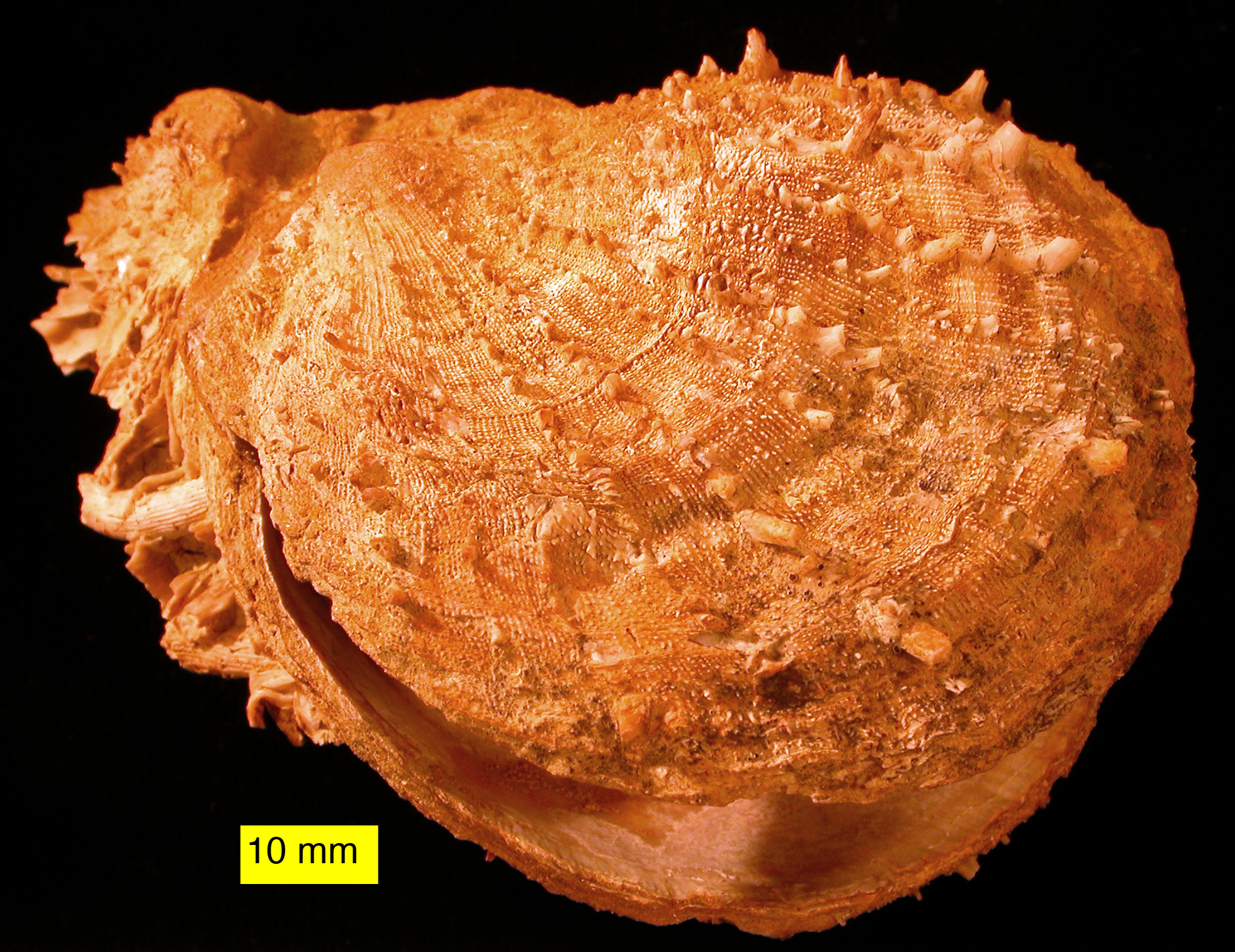
Spondylus da Cipro.
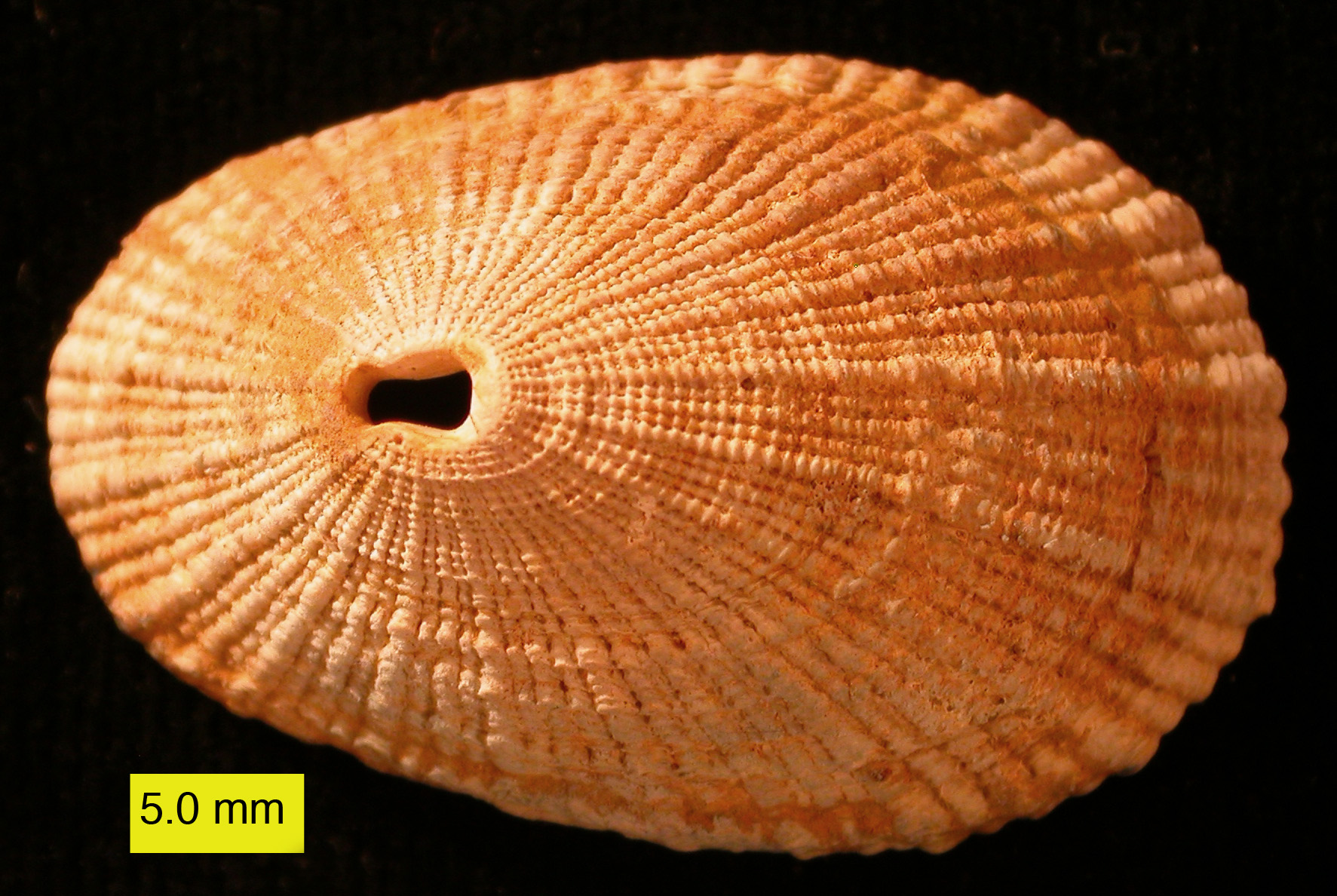
La patella Diodora italica da Cipro.
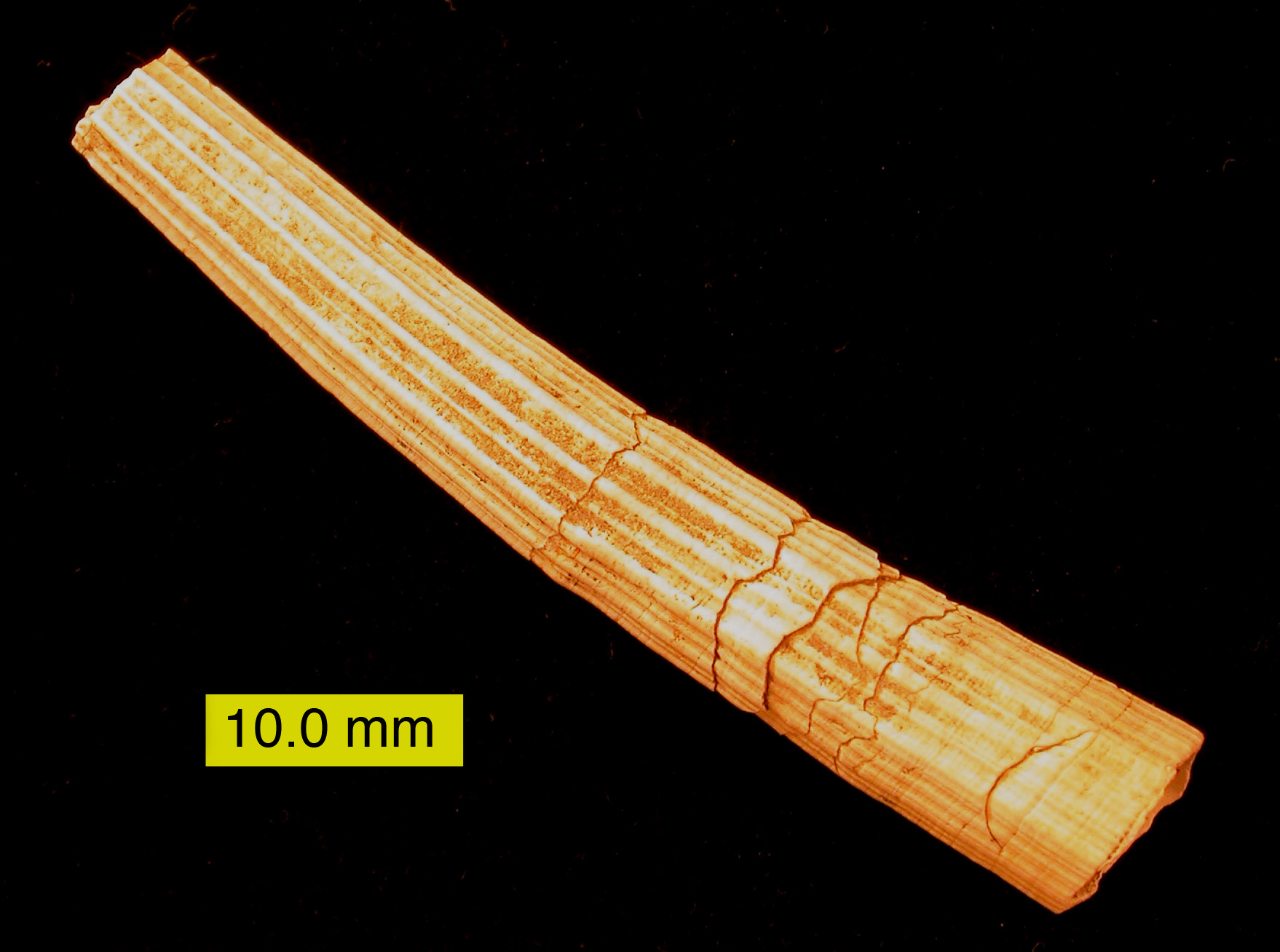
Lo scafopode Dentalium da Cipro.
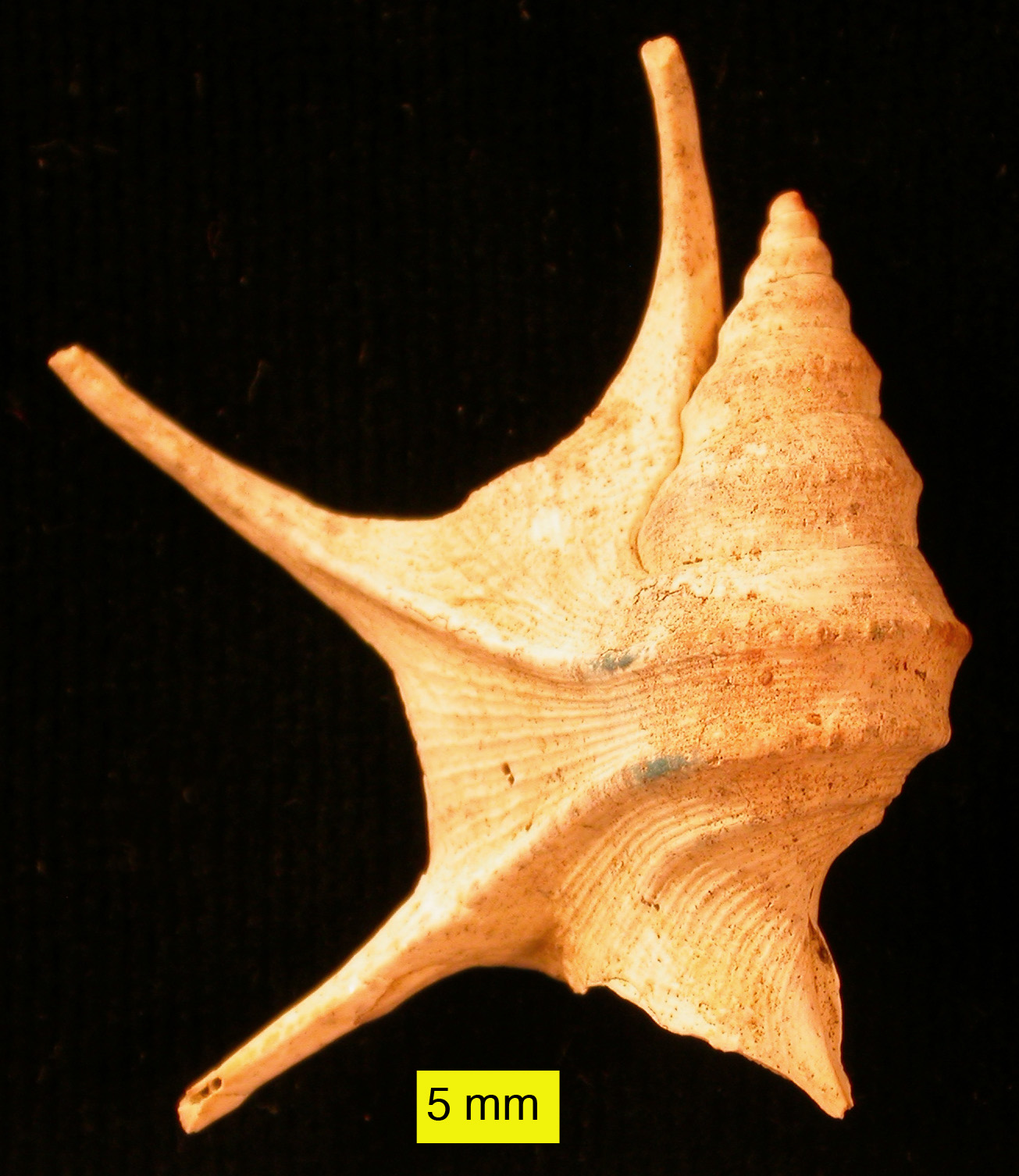
Il gasteropode Aporrhais da Cipro.
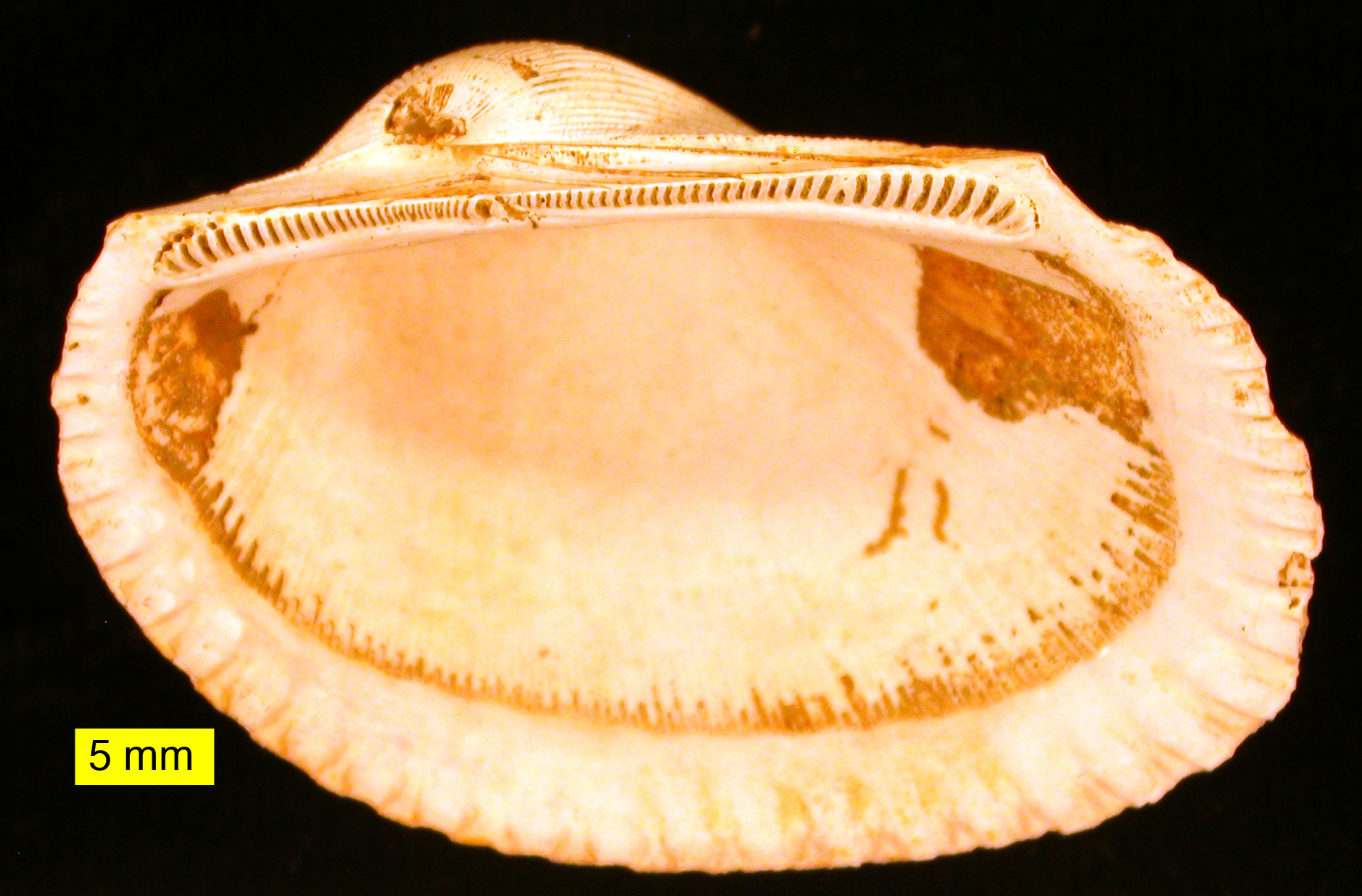
Il bivalve Anadara da Cipro.
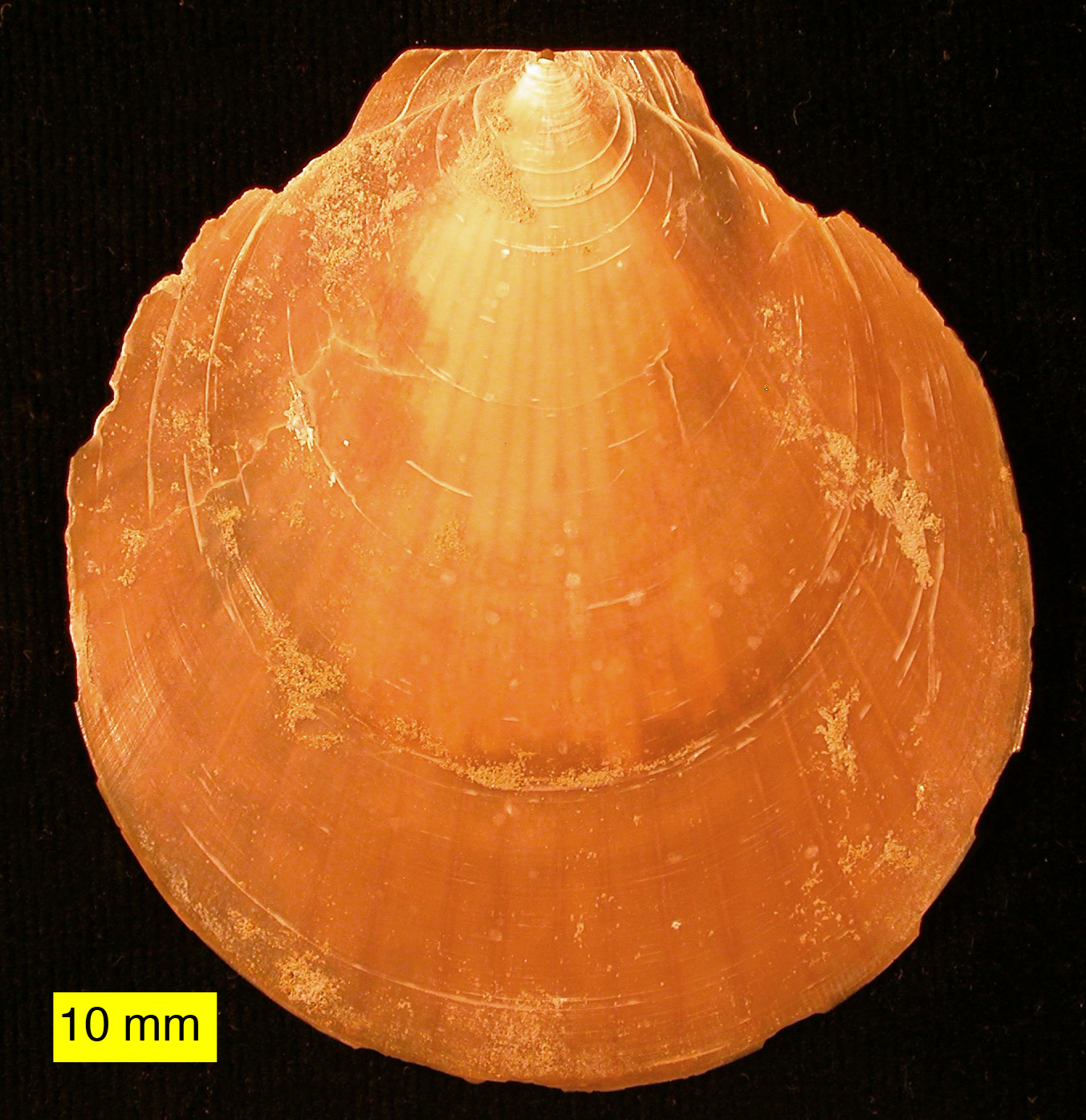
Il bivalve Ammusium cristatum da Cipro.
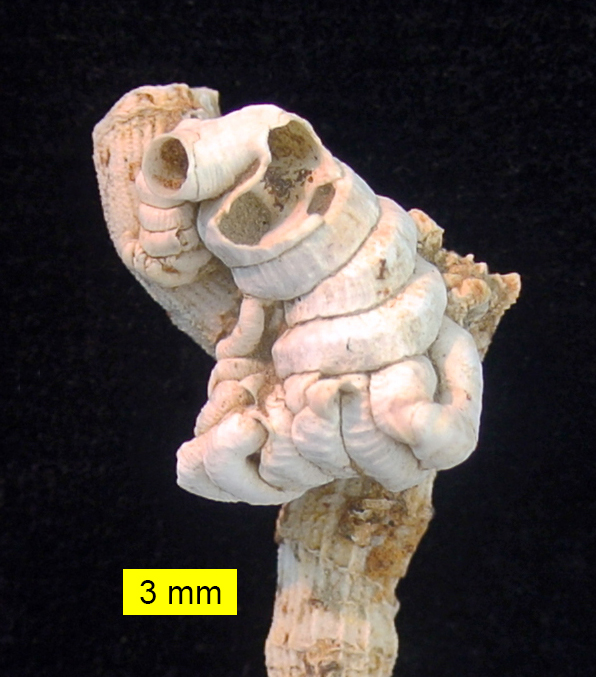
Tubo di Petaloconchus attaccato a un ramo di corallo Cladocora da Cipro.
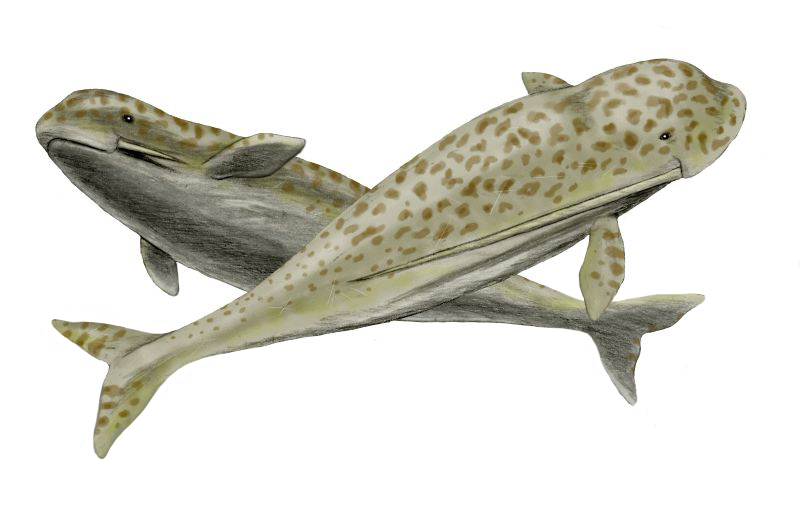
Odobenocetops
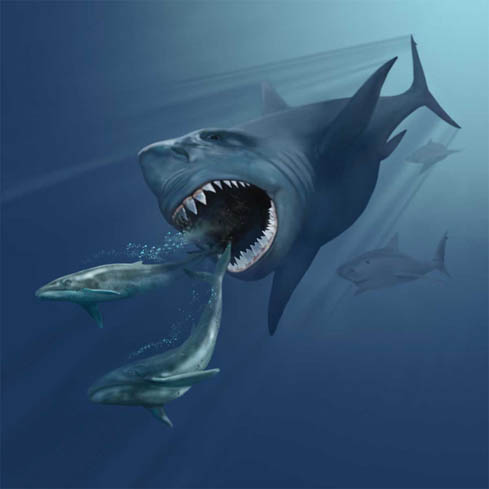
Carcharocles megalodon
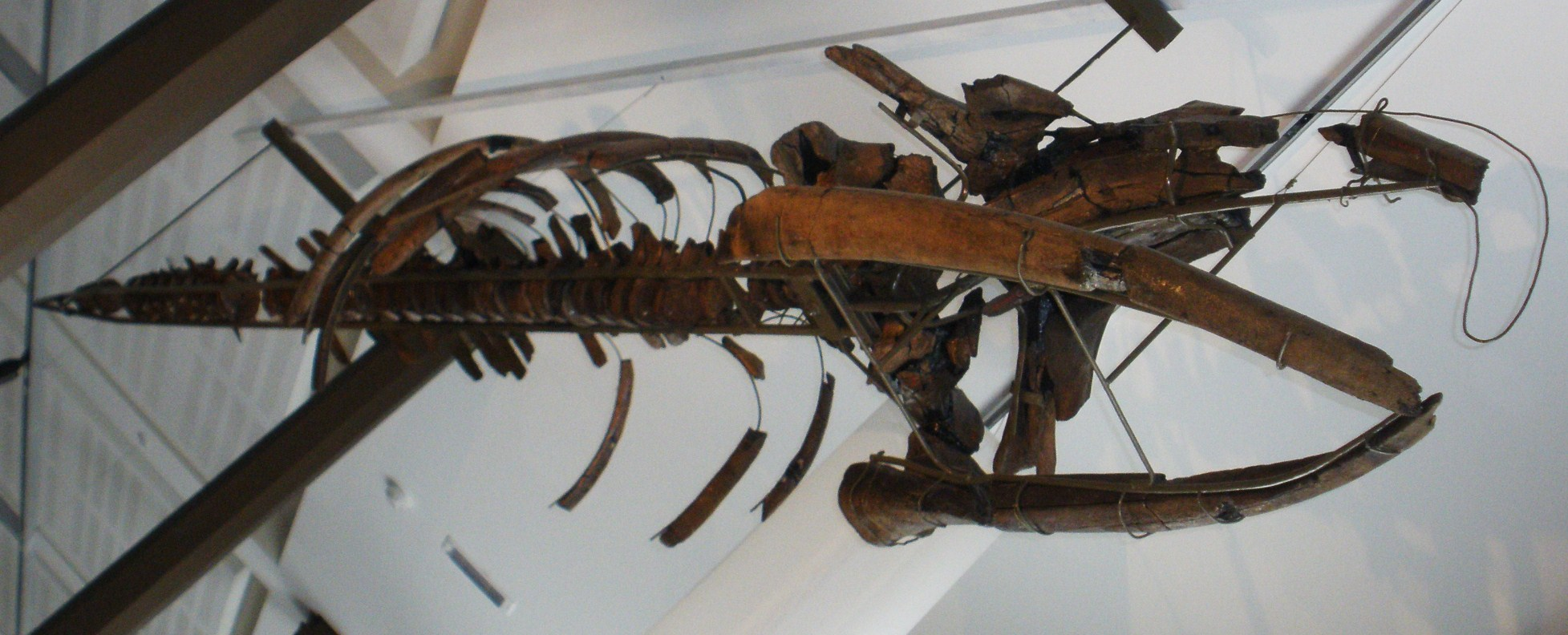
Balaenula
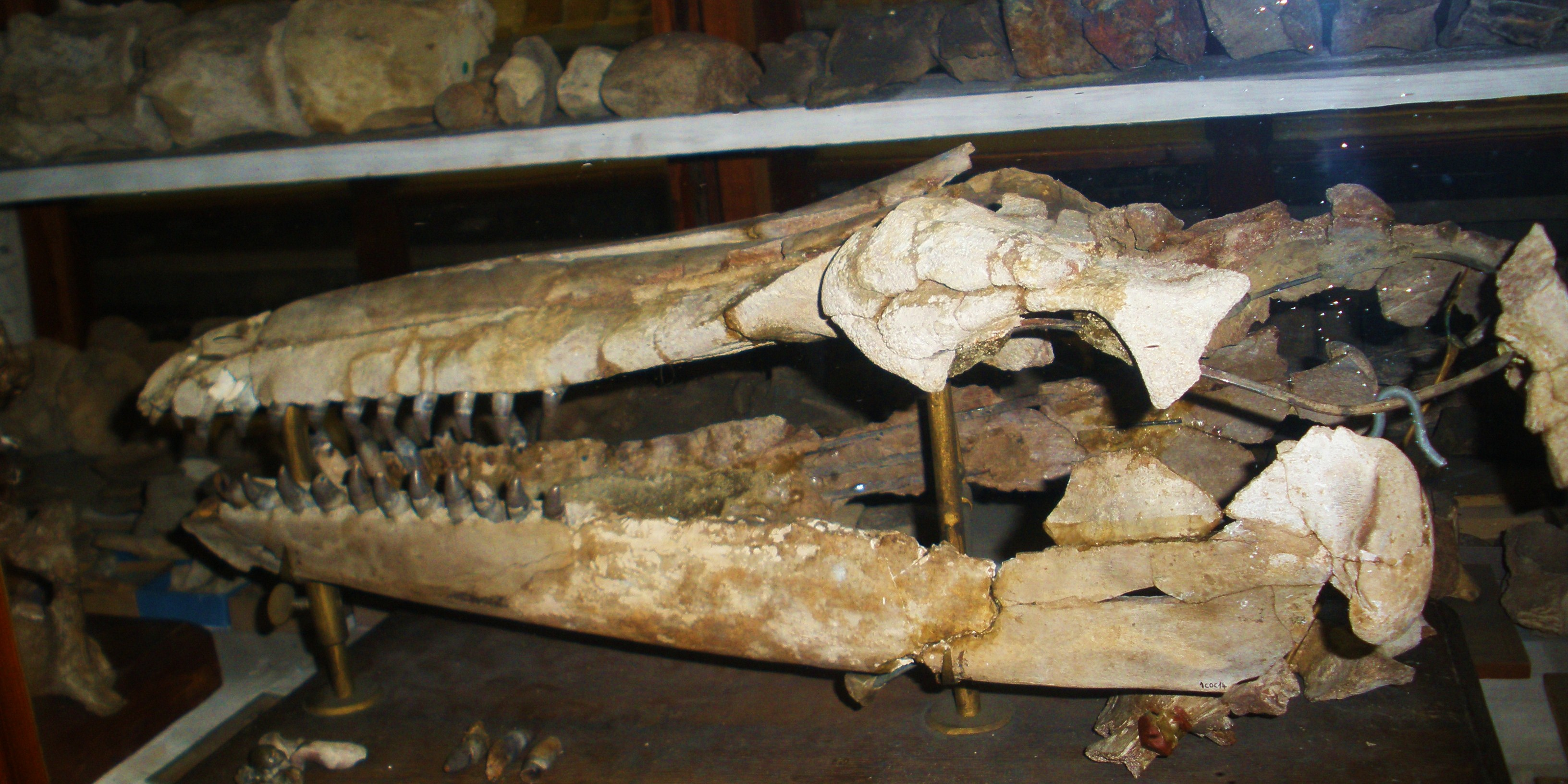
Hemisyntrachelus

## Nella cultura di massa
Il ciclo di romanzi fantastici Esilio nel Pliocene della scrittrice Julian May è ambientato nel Pliocene.